# District de Bhojpur (Népal)
Pour les articles homonymes, voir District de Bhojpur.
Le district de Bhojpur (en népalais : भोजपुर जिल्ला) est l'un des 77 districts du Népal. Il est rattaché à la province de Koshi. La population du district s'élevait à 180 889 habitants en 2011.

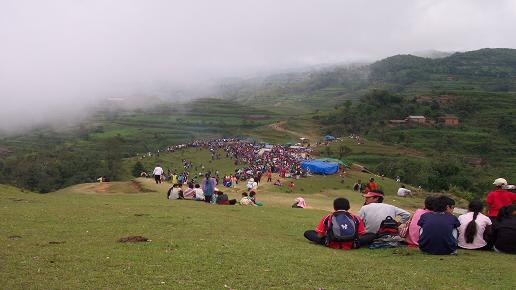
Chandi Bazar : un lieu célèbre du festival Kirat Rai Ubhauli à Balankha

## Histoire
Il faisait partie de la zone de Koshi et de la région de développement Est jusqu'à la réorganisation administrative de 2015 où ces entités ont disparu.

## Subdivisions administratives
Le district de Bhojpur est subdivisé en 9 unités de niveau inférieur, dont 2 municipalités et 7 gaunpalikas ou municipalités rurales.
| # | Nom           | Nom en népalais | Type         | Population (2011) | Superficie (km2) |
| - | ------------- | --------------- | ------------ | ----------------- | ---------------- |
| 1 | Bhojpur       | भोजपुर            | municipalité | 27 204            | 159,51           |
| 2 | Shadanand     | षडानन्द           | municipalité | 31 610            | 241,15           |
| 3 | Temkemayung   | टेम्केमैयुङ          | gaunpalika   | 17 911            | 173,41           |
| 4 | Ramprasad Rai | रामप्रसाद राई       | gaunpalika   | 18 848            | 158,83           |
| 5 | Arun          | अरुण             | gaunpalika   | 17 687            | 154,76           |
| 6 | Pauwadung     | पौवादुङमा           | gaunpalika   | 15 394            | 118,86           |
| 7 | Salpasilichho | साल्पासिलिछो          | gaunpalika   | 13 111            | 193,33           |
| 8 | Amchok        | आमचोक            | gaunpalika   | 18 720            | 184,89           |
| 9 | Hatuwagadhi   | हतुवागढी           | gaunpalika   | 20 404            | 142,61           |

## Assemblée constituante de 2008
Pour l'élection de l'Assemblée constituante, le 10 avril 2008, dans le cadre du scrutin uninominal majoritaire à un tour, le district de Bhojpur est divisé en deux circonscriptions électorales. Les députés élus dans le district sont :
| Circonscription | Député            | Parti                               |
| --------------- | ----------------- | ----------------------------------- |
| 1re             | Padam Bahadur Rai | Parti communiste du Népal (maoïste) |
| 2e              | Sudan Rai         | Parti communiste du Népal (maoïste) |